# Ящірка живородна
Ящірка живородна (Zootoca vivipara) — вид ящірок з родини Ящіркові (Lacertidae). Один із 2 видів роду живородних ящірок (Zootoca). Дрібна струнка ящірка з довгим хвостом і відносно короткими кінцівками. Один з найпоширеніших видів плазунів північної половини Євразії. Типовий представник фауни вологих листяних і мішаних лісів. Занесений до Бернської конвенції та ряду інших природоохоронних документів.

## Опис
Дрібна ящірка із загальною довжиною тіла (L.+ L.cd.) до 18 см. Довжина тіла від кінчика морди до клоаки (L.) у самців до 61 мм, у самиць — до 73(75) мм. Хвіст (L.cd.) майже вдвічі  перевищує довжину тулуба з головою: відношення  L./L.cd. у самців складає 0,50—0,70, у самиць — 0,64—0,77. Хвіст ламкий, здатний до регенерації. Основа хвоста в самців потовщена. Кінцівки відносно короткі. Довжина ступні задньої ноги звичайно більша за довжину голови і дуже рідко дорівнює їй. Голова маленька, відносно висока (не сплощена), вузька, трохи загострена. Череп легкий. Птеригоїдні зуби відсутні.  Маса тіла самців до 7 г, самок — до 9 г.

### Лускатий покрив

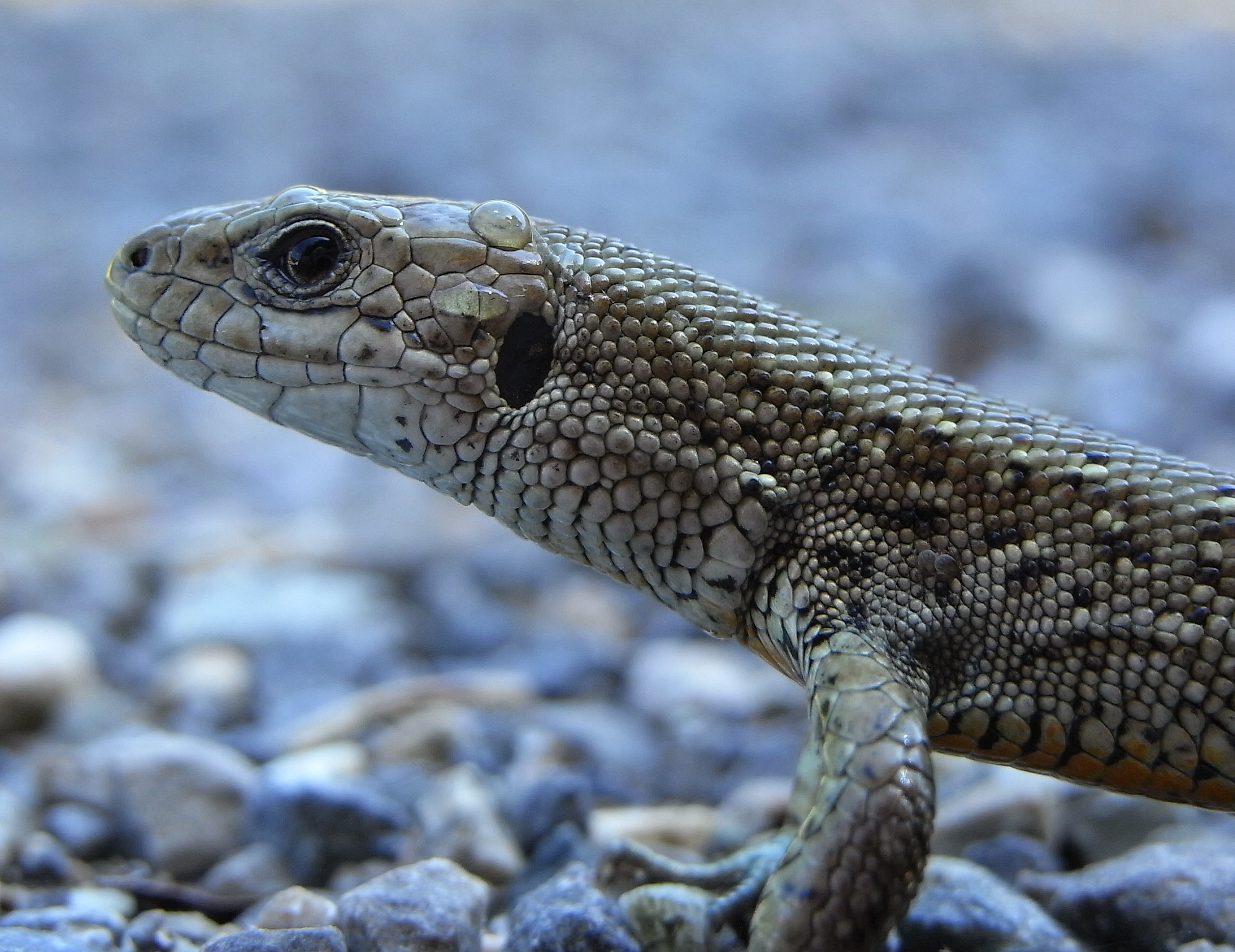

Тіло вкрите досить крупною лускою. Лусочки верхньої поверхні шиї шестикутні або округлі, гладкі, без реберець; уздовж хребта витягнуто-шестикутні або округлі, з реберцями. Навколо середини тулуба (Sq.) 25—38 лусок. Черевні щитки розташовані в 6 поздовжніх рядів; іноді з кожного боку є по 1 короткому додатковому ряду дрібних щитків. Анальний щиток невеликий, його ширина майже дорівнює довжині; переданальних — 4—8, середня пара значно збільшена. Стегнові пори в кількості від 5 до 16 доходять до колінного згину. Верхні луски хвоста з реберцями, спідні — гладенькі; вони по черзі утворюють то широке, то вузьке кільце.
Міжщелепний щиток, як правило, не торкається ніздрі. Задньоносовий щиток 1, рідко 2.  Вилицевий 1, рідше зовсім відсутній. Попереду підорбітального 3—4, рідше 5 верхньогубних щитків. Передлобні звичайно в контакті, рідше відокремлені лобним, лобно-носовим або особливим додатковим щитком. Верхній заорбітальний щиток торкається тім'яного. Між надорбітальними і верхньовійовими, як правило, нема зовсім або, дуже рідко, 1—5 зерняток. Центральноскроневий щиток слабо виражений або відсутній. Барабанний щиток добре розвинений. Верхньоскроневих щитків 2. Горлова згортка відсутня або погано розвинена. Комір добре виражений, зазубрений, складається з 6—12 щитків. Кількість горлових лусок і зерняток від нижньощелепних щитків до середини коміра (G.) 13—23.

### Забарвлення

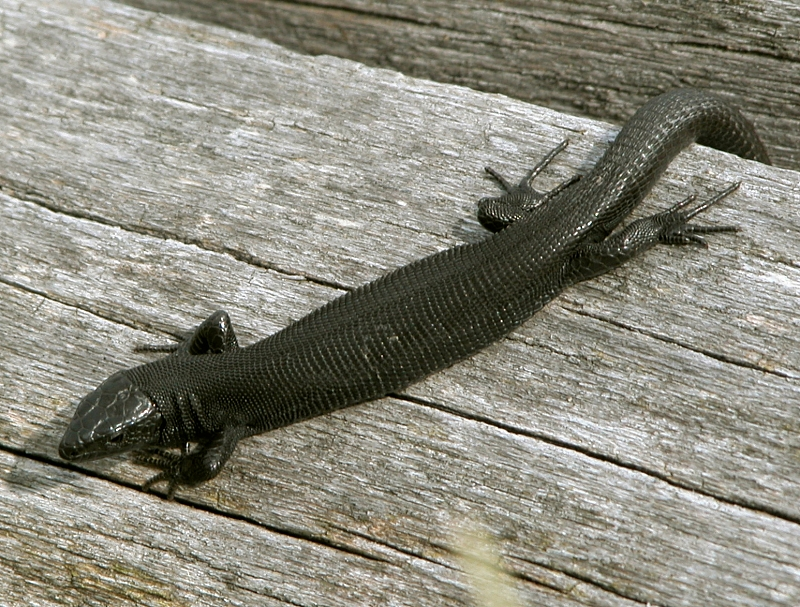
Меланістична особина

Забарвлення верхньої частини  тіла бурого, коричневого, жовтувато-коричневого або зеленуватого кольору з характерним малюнком, який складається з темної, часто переривчастої, смуги уздовж хребта, двох світлих смужок по боках спини і темних широких смуг по боках, обмежених знизу світлою лінією, яка іноді буває розбитою на округлі плямки. Уздовж спини звичайно розташовані більш-менш витягнуті темні і світлі плями та цятки. Взагалі, малюнок у самців складніший і мінливіший ніж у самок. Іноді малюнок на спині не виражений. Зустрічаються зовсім чорні особини (меланісти), особливо в північних широтах і Карпатах, що пояснюється більшою теплоємністю чорного кольору. Черево, внутрішні поверхні стегон, а також основа хвоста в самців цегляно-червоні або помаранчеві з численними темними цятками, у самиць — білуваті, жовтуваті, кремові або зеленуваті, звичайно без цяток. Горло іноді рожевувате. Молоді ящірки темно-коричневі або майже чорні, рідше коричнево-бронзові або брудно-жовті, майже без малюнка, який поступово з'являється з віком.

## Поширення
Звичайний вид у північній половині Євразії від Ірландії, Піренейського півострова, Британських островів, Скандинавії на заході до Шантарських островів, о. Сахалін і Японії на сході, включаючи Монголію і Китайський Алтай на південному сході. Північна границя ареалу проходить по території Росії через Кольський півострів, нижню течію Єнісею, долину р. Лена і на Далекому Сході виходить до моря в районі р. Уда. Це єдиний вид ящірок, знайдений в Ірландії.
В Україні поширений в Поліссі, Карпатах, Закарпатті, а також спорадично в Лісостепу і окремих районах на півночі степу.

## Місця проживання

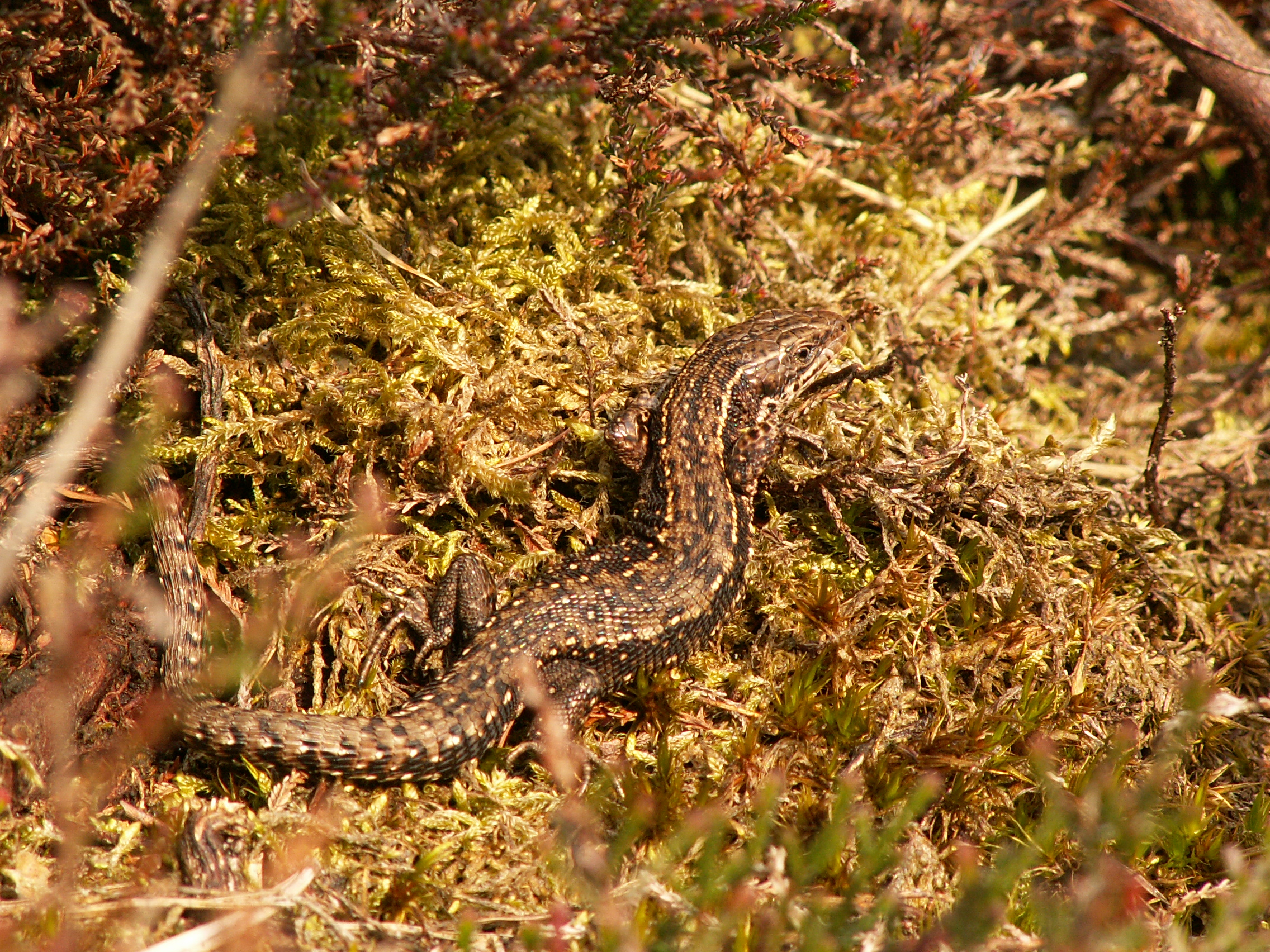
На верховому болоті

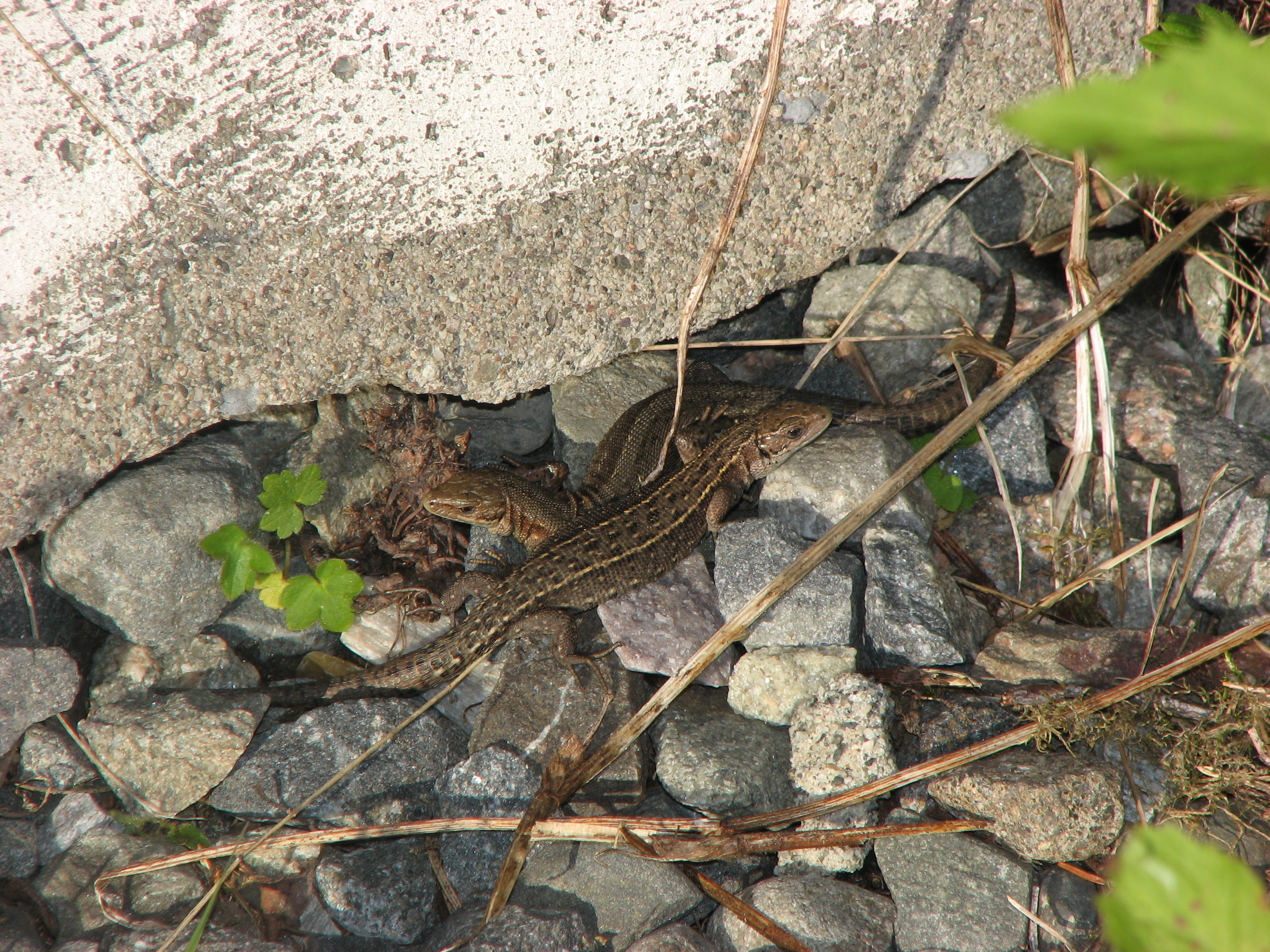
У Норвезьких горах

Населяє більш-менш зволожені листяні, мішані та хвойні ліси, де тримається відносно відкритих ландшафтів — рідколісь на болотах і торф'яниках, заростаючих вирубок, гарів, лісових узлісь, галявин, просік, звіриних стежок, узбіч доріг і схилів придорожніх канав, заболочених берегів лісових річок та озер. Як правило, далеко від водойм не зустрічається. У Сибіру живе і в тундрі, часто на болотних купках посеред води. Поблизу населених пунктів трапляється на городах і в садах, а також біля дерев'яних споруд під час обігріву на сонці. У горах зустрічається в подібних біотопах, піднімаючись до висоти 2500—3000 м. н. р. м.
У Білорусії і прилеглому Нерусо-Деснянському Поліссі (Росія) віддає перевагу верховим і перехідним болотам, як приграничним, так і відкритим ділянкам з моховими купинами, а також вологим заплавним лукам, переважно уздовж річок і лісових озер. Досить звичайна на узліссях і відносно відкритих ділянках посеред лісів (вільшаників, березняків, ялинників і вологих сосняків), по берегах меліоративних каналів та польдерів. Зустрічається також у сільськогосподарських угіддях, зокрема поблизу дамб меліоративних систем і узбіччям доріг, але недалеко від природних біотопів.
В Україні населяє вологі ділянки в лісах і горах. Найхарактернішими біотопами є вологі місця серед листяних і мішаних лісів, верхові і перехідні болота (переважно з вільхою), береги лісових річок та струмків, узбережжя сфагнових боліт із сосновим рідколіссям і купинням, заростями журавлини і брусниці; моховища біля торф'яних боліт, а іноді по схилах піщаних дюн у Поліссі; у Карпатах  — букові та ялинові ліси, зарості гірської сосни і вільхи, полонини переважно з брусничниками, де трапляється до висоти близько 2000 м н. р. м.
Як сховища використовує різноманітні пустоти між коренями дерев, мохові купки, лісову підстилку, порожнини під корою, що відстала, нори дрібних ссавців, дупла тощо. Зазвичай тримається біля стовбурів повалених дерев, старих пеньків, а при  високій траві — біля основи окремих дерев. Індивідуальна ділянка невелика і становить близько 6—10 м2, причому на ній крім основного сховища буває кілька тимчасових. Добре плаває і, якщо знаходиться на березі водойми, може, спасаючись від погоні, пірнути у воду і сховатися зарившись у мул.

## Чисельність

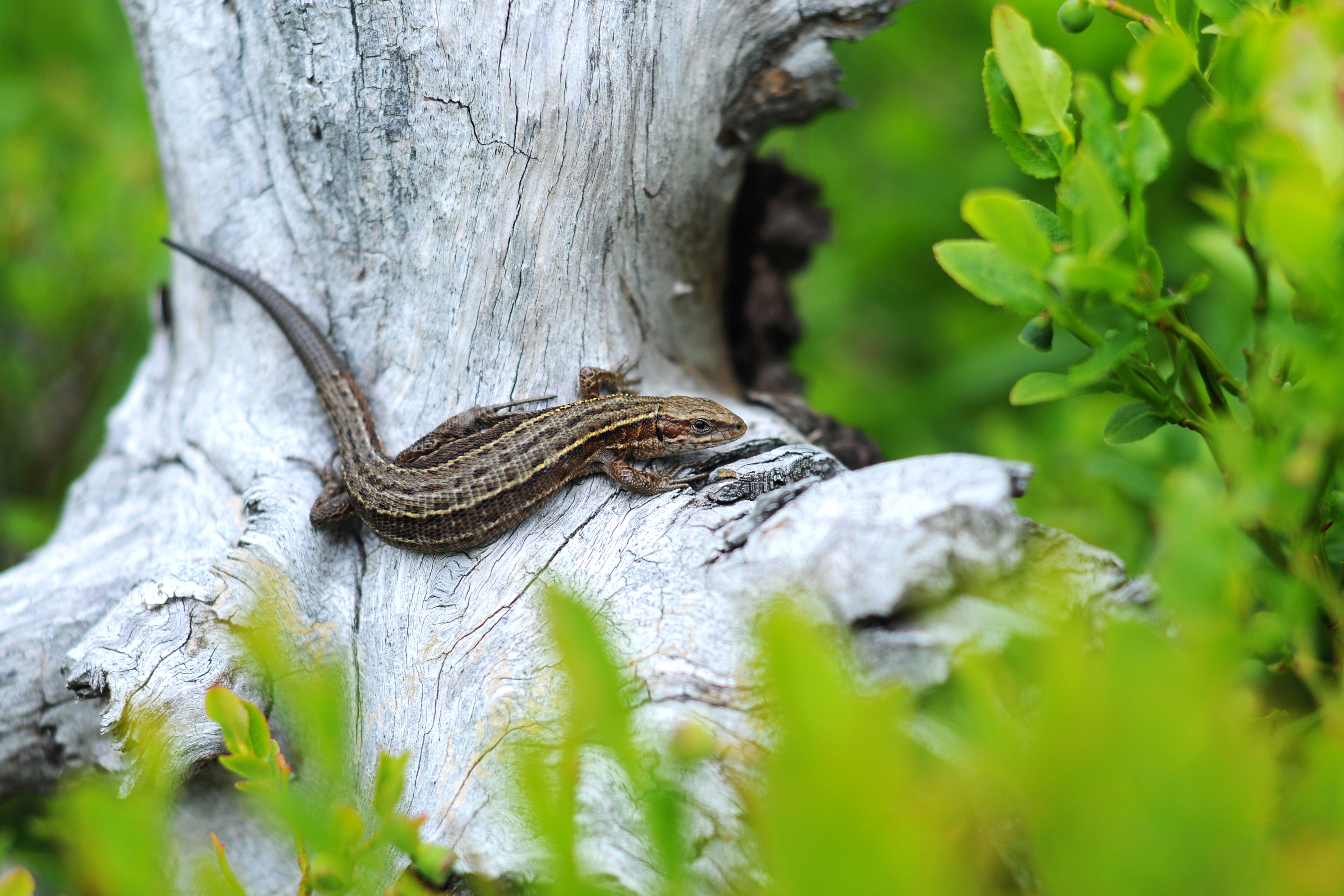
У Карпатському біосферному заповіднику

Відповідно до обліків чисельності, проведених у різних частинах ареалу, щільність популяції ящірки живородної може складати від 1—2 до 78 ос./га і вище.
У Білорусії найвища щільність популяції відмічається в березняках (середня 81 ос./га; на окремих ділянках до 556 ос./га), на прирічкових заплавних луках (56 ос./га; до 400 ос./га), у вільшаниках (29 ос./га; до 600 ос./га), на верхових і перехідних болотах сосняках (20 ос./га; до 80 ос./га), по берегах меліоративних каналів (20 ос./га) та на приозерних заплавних луках (16 ос./га). У прилеглих районах Нерусо-Діснянського Полісся (Росія) щільність популяції в типових для виду біотопах складає 6—13 ос./га, а на окремих ділянках може сягати 100 ос./га.
У Карпатах є найчисельнішим видом ящірок — на 100 м маршруту в типових для виду біотопах можна зустріти від 4 до 18 особин. Найвищу щільність популяції відмічали на просіках (60—220 ос./га), по кам'янистих берегах річок із рідким травостоєм (20—160 ос./га), на річкових терасах з розрідженим лісом (до 77 ос./га), на вологих луках біля болота (10—40 ос./га).

## Особливості біології

### Активність

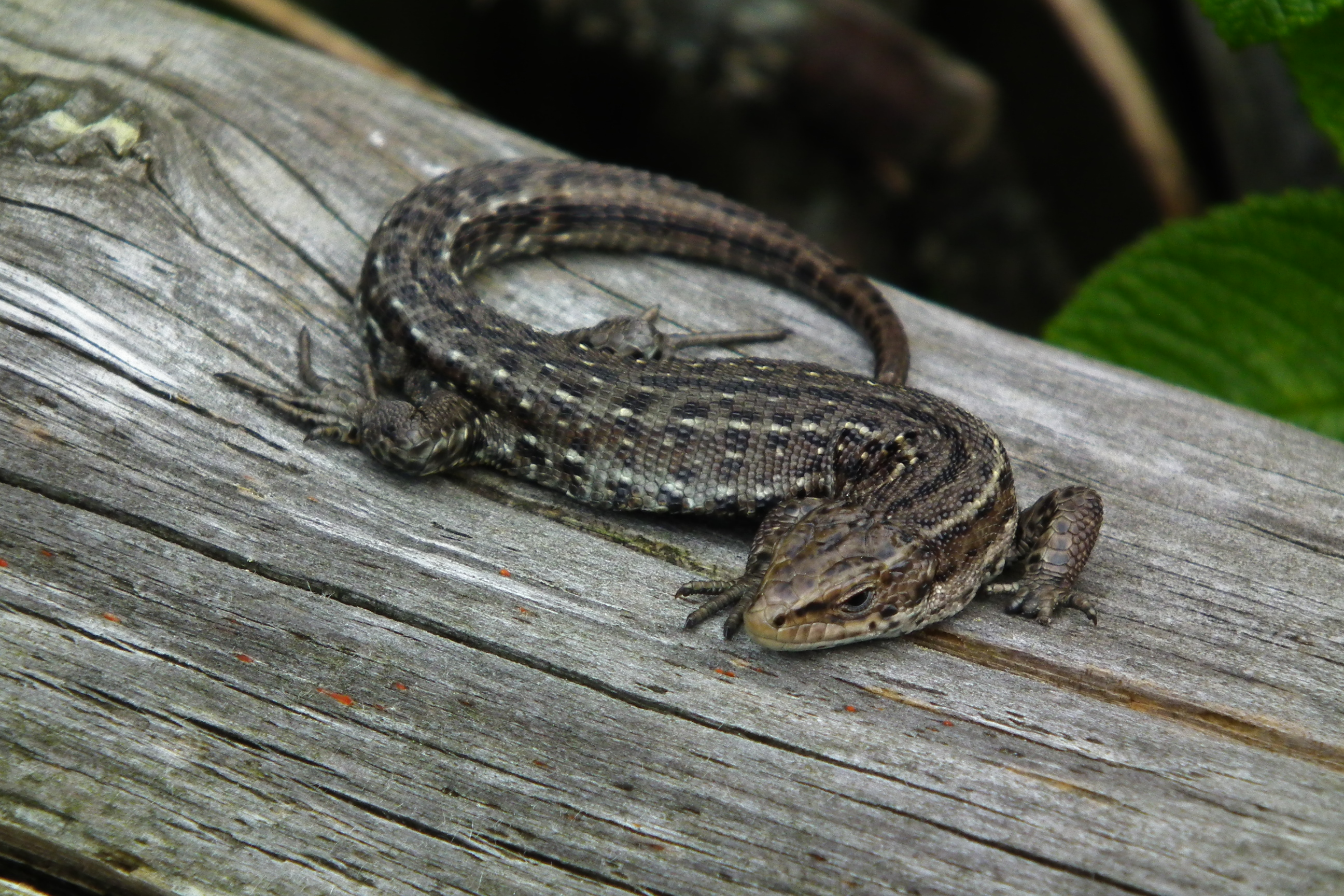
Ящірка гріється на сонці

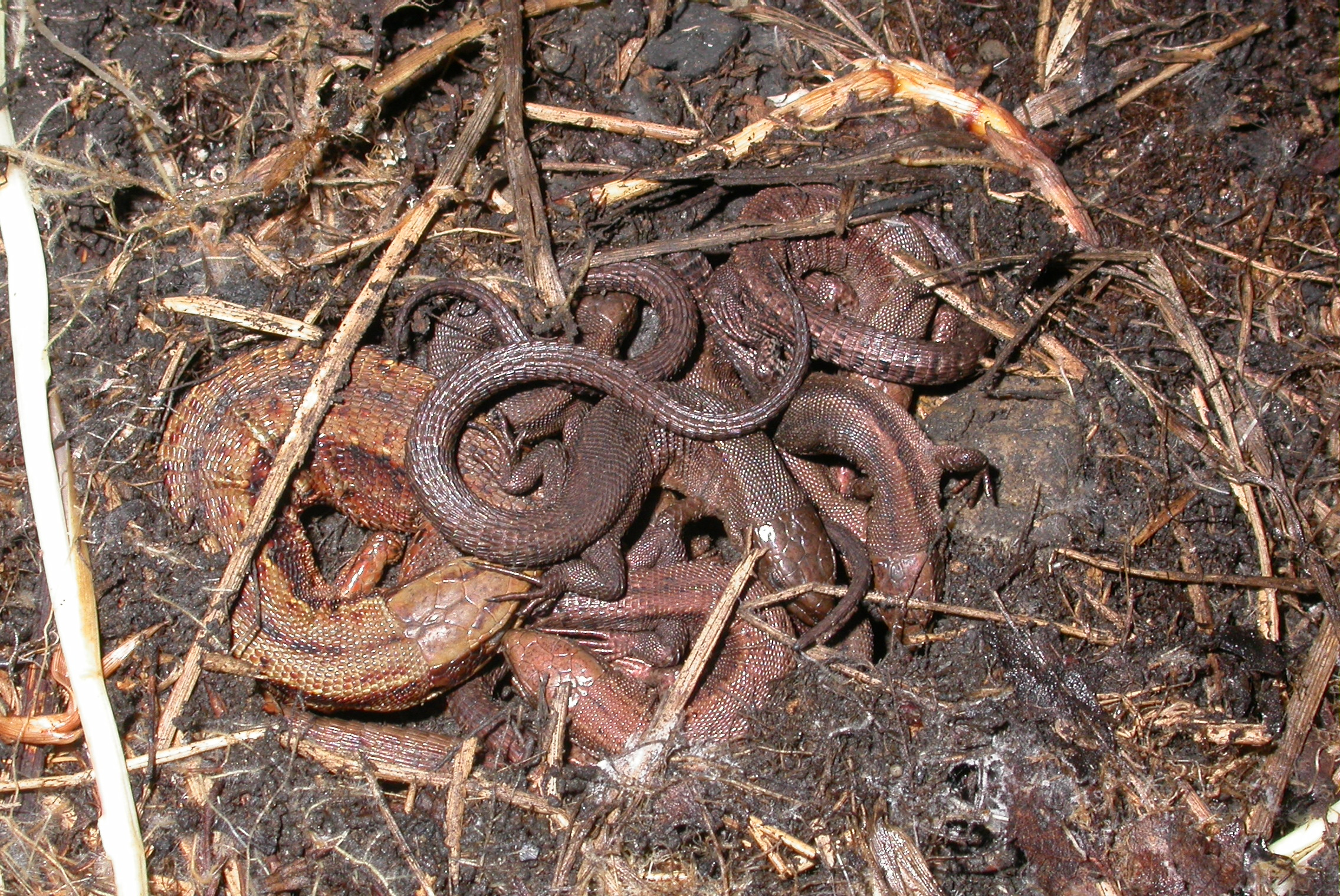
Під час зимівлі. Бельгія

У помірній смузі Східної Європи після зимової сплячки з'являється в кінці березня — середині квітня, коли сніг ще повністю не зійшов; в околицях Хабаровська і на Сахаліні — в середині або другій половині травня, а поблизу північної частини ареалу — в першій половині червня. В Україні це відбувається в березні — на початку квітня. Спочатку із зимової сплячки виходять самці, а самки — пізніше.
Ящірка живородна краще, ніж інші види ящірок Євразії пристосована до низьких температур середовища. Її активність на початку сезону дуже залежить від інтенсивності інсоляції. Так, у сонячні дні в Карпатах активні особини спостерігались при температурі повітря +0,5 °С і температурі ґрунту +5 °С. У перші дні після зимівлі ящірки подовгу гріються на сонці, використовуючи для цього місця з особливим мікрокліматом — теплі пеньки, стовбури повалених дерев, дошки, ямки в землі і т. п., де температура вище +10 °С. Активно переміщатися по індивідуальній ділянці починають при температурі повітря вище +15 °С. У теплий сезон ящірки залишаються активними протягом всього дня — від сходу до заходу сонця. На ніч та в холодну погоду вони ховаються в неглибокі нірки, як правило розташовані між корінням дерев або під каміння. У перші тижні після зимівлі активні в середині дня (з 9 до 12 год.), на початку літа — майже весь день (з 9 до 18 год.), а в середині літа — вранці (з 9 до 12 год.) і ввечері (з 17 до 20 год.).
На Крайній Півночі і в горах уходить на зимівлю в кінці серпня — на початку вересня; у середній смузі Східної Європи, у тому числі в Україні — у жовтні, причому молоді дещо пізніше дорослих. На узбережжі моря в Іспанії молодих особин можна побачити на поверхні протягом всієї зими. У пошуках місць для зимівлі ящірки переходять на сухіші ділянки, де і зимують, збираючись невеликими групами в глибоких норах дрібних ссавців, пустотах між корінням дерев, кущів і гнилих корчів, під сухими купинами, у щілинах і пустотах під скелями і камінням, як правило, на глибині 30—40 см і нижче. Під час різких похолодань можуть витримувати критичні температури у сховищах до ‒2,5 °С. У теплі зими під час тривалих відлиг іноді прокидаються і ненадовго виходять із зимових сховищ.

### Розмноження. Розвиток

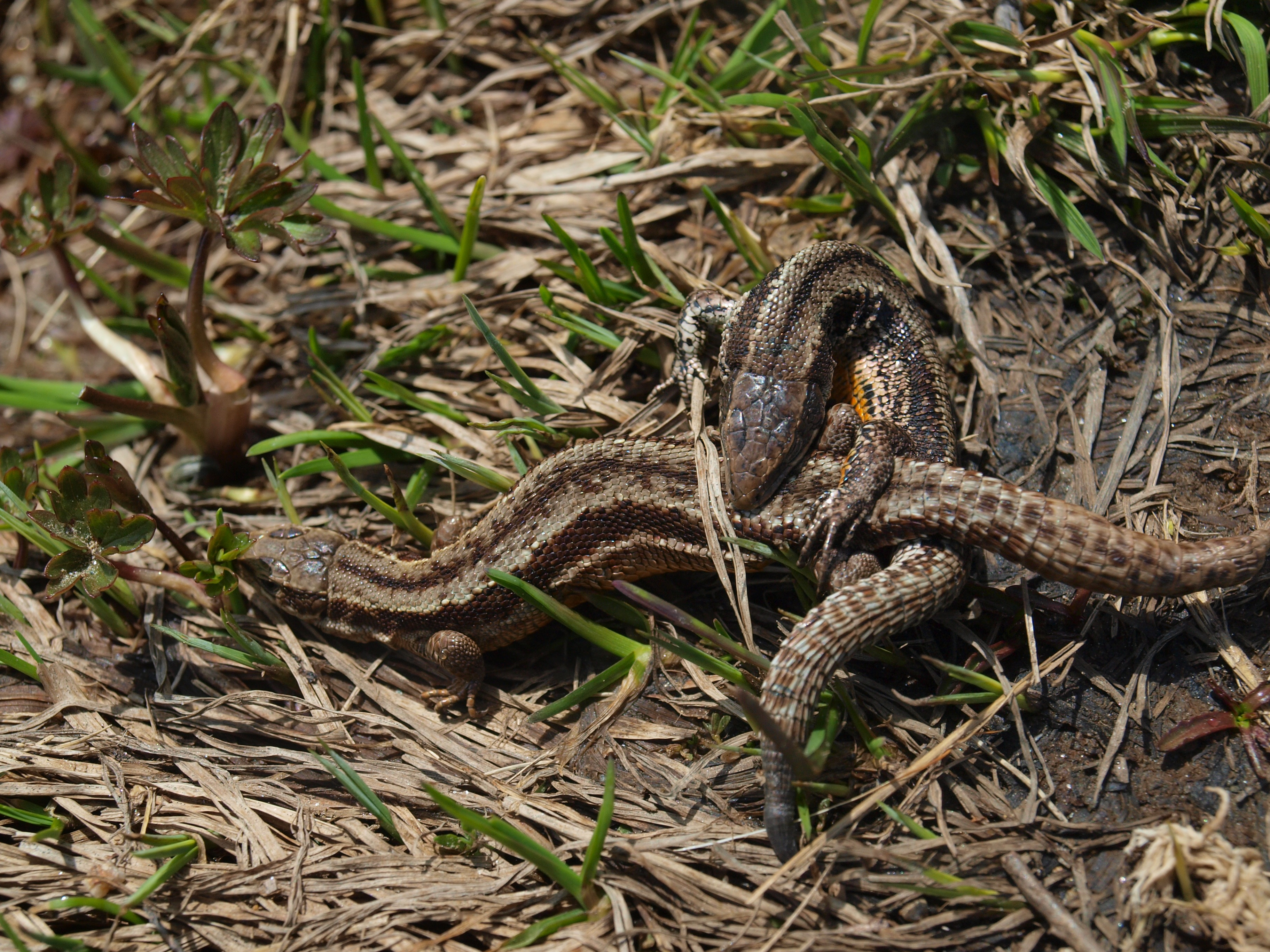
Спарювання ящірок. Швейцарія

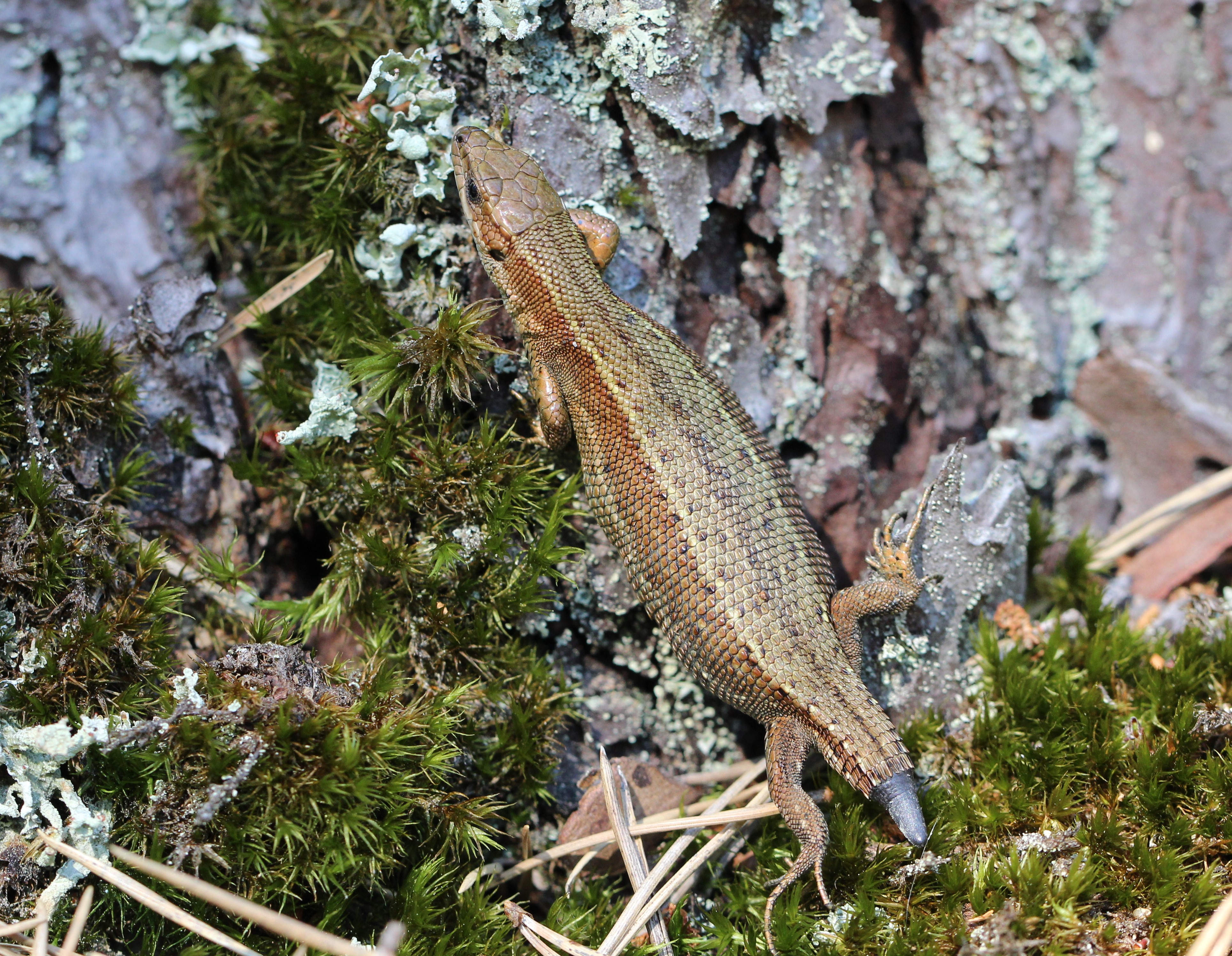
Вагітна самка (з аутотомованим хвостом)

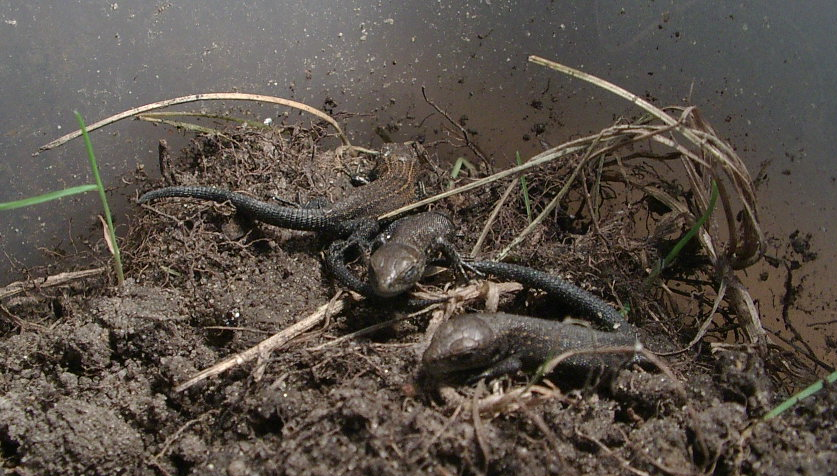
Молоді ящірки. Польща

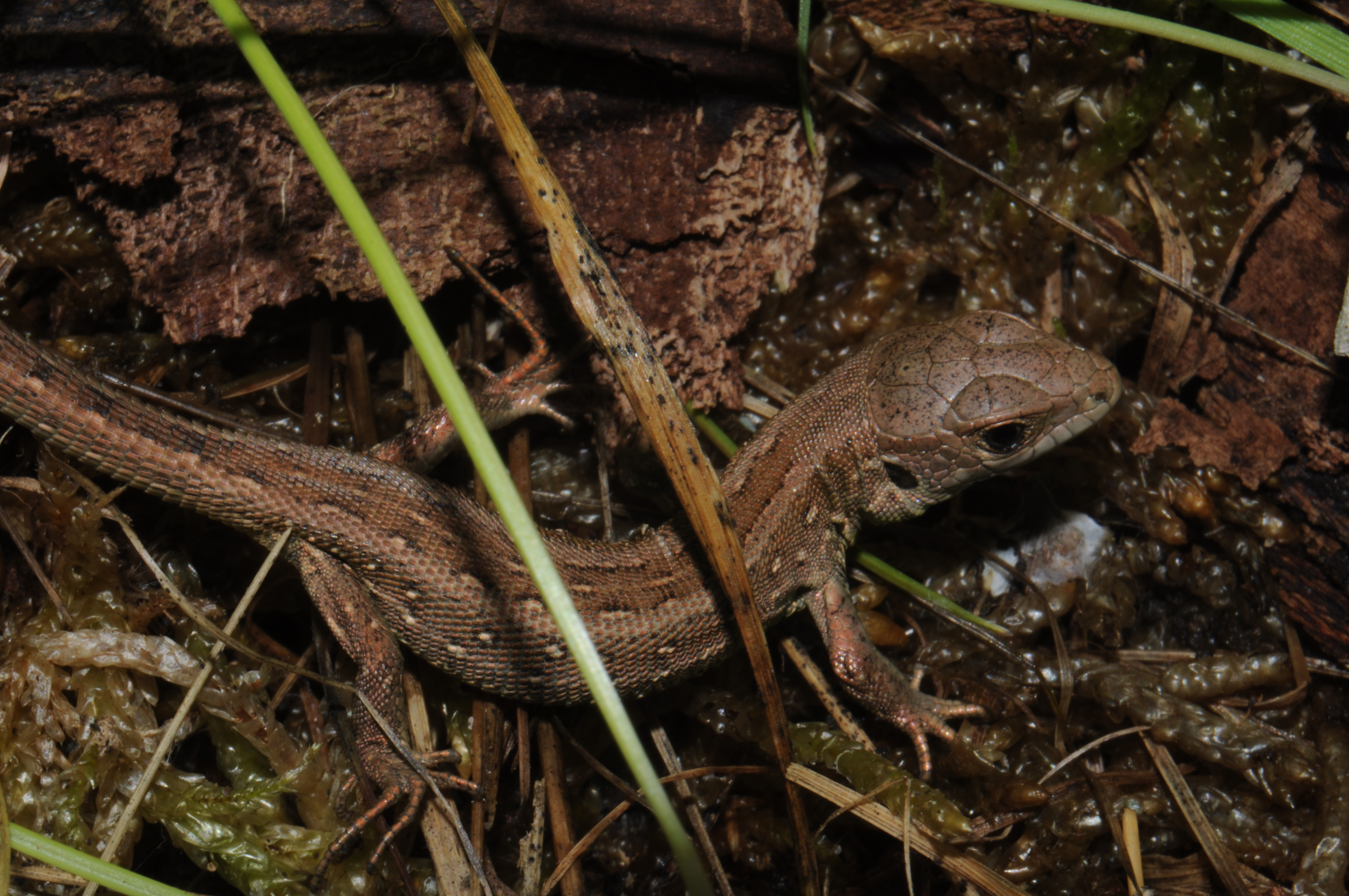
Нестатевозріла особина. Нідерланди

У північній — більшій — частині ареалу і високо в горах це живородний плазун, у південній частині — яйцекладний. Спарювання відбувається незабаром після виходу із зимової сплячки, в Україні — у квітні. У цей час самці запекло б'ються між собою і активно переслідують самок. Вагітність триває 70—90 днів. У більшості районів у липні — серпні самиця народжує 8—12 повністю сформованих молодих ящірок довжиною 3—4 см (L. 18—22 мм). Молоді самиці народжують по 2—6 дитинчат. У південних районах і в теплі роки молоді можуть зустрічатися вже в кінці червня. Новонароджені з'являються на світ у прозорих яйцевих оболонках, від яких вони швидко, протягом 15—30 хвилин, звільняються. На півночі Іспанії, сусідніх районах Франції, в Австрії, Італії та Словенії самиця відкладає від 1 до 13 яєць. У передгір'ях Французьких Піренеїв самки починають розмножуватись вже у віці 1 року, а більш старші самки відкладають яйця двічі за сезон. Інкубаційний період становить близько 40 діб при температурі від +18 °С до +20 °С.
Новонароджені спочатку тримаються невеликими групами по 5—6 особин, перші дні ховаються у розколинах і пустотах землі і між камінням і не харчуються. Після витрати жовткових запасів починають активно розшукувати їжу і швидко рости, через 20 днів після народження досягаючи довжини тіла (L.) 21—27 мм. Цьоголітки до кінця сезону досягають загальної довжини 50—59 мм. Статева зрілість звичайно настає в 2—3 роки. Линяння відбувається 2—3 рази за сезон, перше — незабаром після виходу із зимової сплячки. Тривалість життя складає до 8 років.

### Живлення

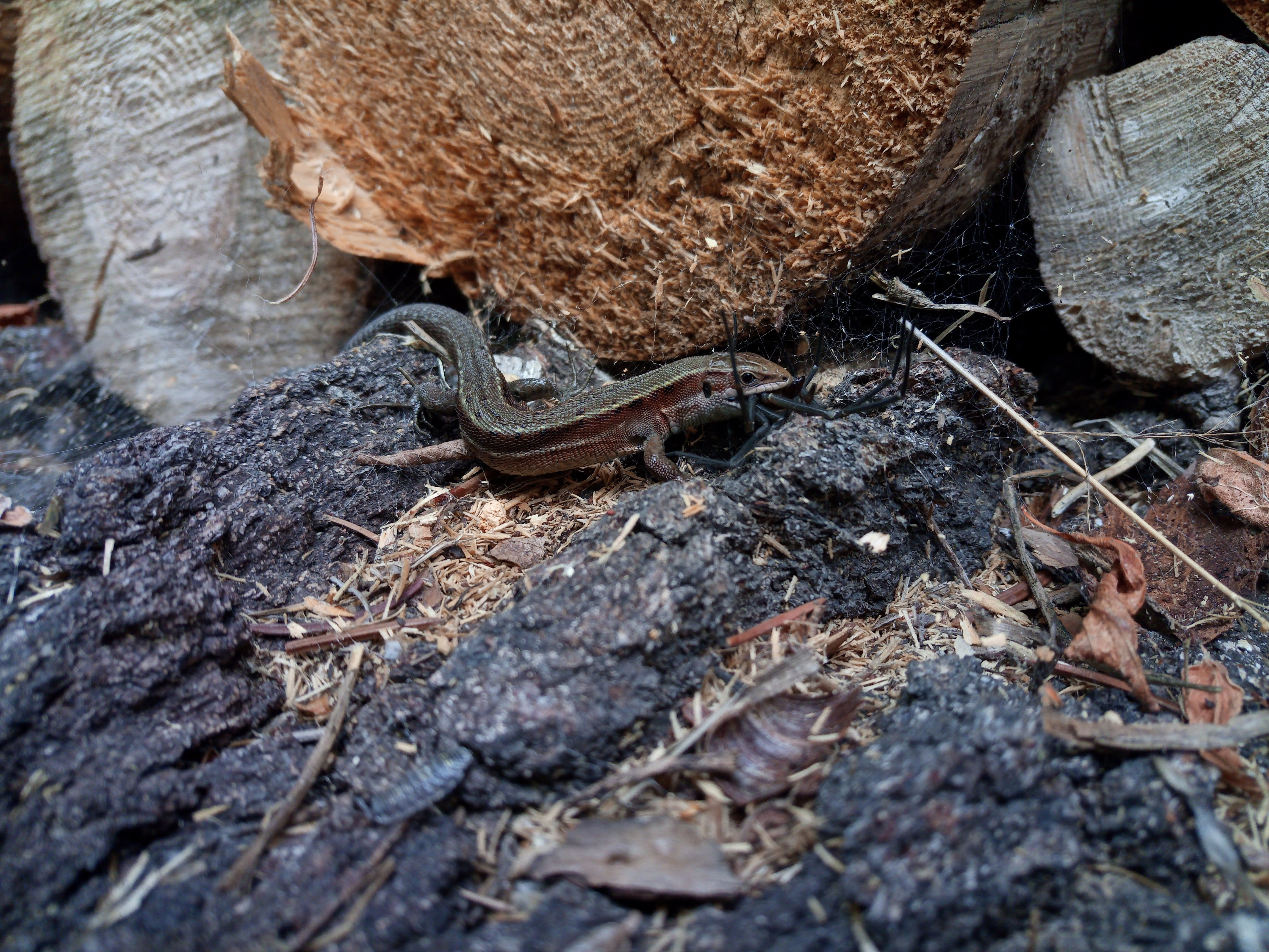
Ящірка із здобиччю (павуком). Польща

У харчовому раціоні виявлені павуки (41—80 % зустрічальності), твердокрилі (39—53 %), цикадки (до 30 %), лускокрилі (гусениці — до 40 %; імаго — до 20 %), мурахи (до 22 %), двокрилі (до 21 %), прямокрилі (до 8 %), а також у невеликій кількості багатоніжки, молюски і дощові черви. Полює як на землі, так і на стовбурах і гілках дерев. Швидкість добування, поїдання і перетравлювання їжі зростає при підвищенні температури повітря від +20 °С до +30 °С.
У Білорусії основу харчового раціону складають павукоподібні (95 % зустрічальності; 56 % від загальної кількості екземплярів) і комахи (відповідно 100 % і 44 %). Серед комах переважають рівнокрилі (63 %; 22 %) і двокрилі (63 %; 12 %).
В Україні основу живлення ящірки складають різноманітні комахи (твердокрилі, переважно довгоносики; цикадки, прямокрилі, двокрилі, гусінь лускокрилих тощо), а також дощові черви, багатоніжки, слимаки і павуки. У Карпатах в раціоні переважають безхребетні з відносно м'якими покривами, зокрема рівнокрилі (92 % зустрічальності), павуки (26 %), лускокрилі (19 %), клопи (13 %), прямокрилі (13 %), двокрилі (10 %) і дощові черви (10 %).

## Вороги. Паразити
Ящірка живородна відмічена в складі кормів ряду видів ссавців (лисиці, борсука, собаки єнотоподібного, куни лісової, горностая, ласки, кота лісового, норки, видри, кабана), птахів (боривітра, кібчика, лунів болотного і польового, канюка, підорлика малого, лелек білого і чорного та ін.), плазунів (гадюки, мідянки, ящірки прудкої), земноводних (жаб озерної і трав'яної) й навіть риб (щуки, форелі, харіуса).
Із зовнішніх паразитів виявлені німфи і личинки кількох видів кліщів, але зараженими буває незначна кількість особин (до 2 %).

## Охорона
Стан більшості природних популяцій виду в межах ареалу залишається більш-менш стабільним. Саме тому він, згідно Червоного списку МСОП, отримав охоронний статус «відносно благополучний вид». Але в окремих регіонах спостерігається тенденція до зниження чисельності популяції виду. Тому, ящірка живородна занесена до Додатку ІІІ Бернської конвенції (охоронна категорія: підлягає охороні). Крім того, охоронний статус МСОП отримав підвид Zootoca vivipara pannonica (охоронна категорія: вразливий вид). На регіональному рівні в Україні ящірка живородна занесена до Червоних списків тварин Дніпропетровської  і  Харківської областей
Основними причинами скорочення ареалу і зниження чисельності є антропогенні зміни корінних біотопів (вирубка лісів,  застосування пестицидів), підвищення фактора занепокоєння, загибель на лісових дорогах. Наявність ящірки живородної в лісостеповій і степовій зонах пов'язана з лісами, які проникають на південь по долинах рік. Отже збезлісення, остепніння ландшафту призводить до зникнення виду. Необхідні охорона лісів у місцях проживання виду, заборона застосування хімічних препаратів і заміна їх біологічними, а також  створення природоохоронних територій.
Охороняється в ряді природних резерватів, заповідників і національних природних парків країн Європи і Азії. На південній межі ареалу вид охороняється в Орільському ландшафтному заказнику (Дніпропетровська область).

## Практичне значення
У харчовому раціоні ящірки живородної значну роль відіграють комахи (до 10—15 екземплярів у шлунку), з яких принаймні половина є шкідниками лісового господарства. Тому цей вид плазунів вважається корисним.
Деяку негативну роль ящірки можуть відігравати як додатковий хазяїн німф та личинок іксодових кліщів, а отже, як джерело зараження худоби в районах лісових та гірських пасовищ трансмісивними захворюваннями.

## Систематика
Ящірка живородна раніше включалась до роду справжніх ящірок (Lacerta).
Не зважаючи на досить широкий ареал у межах виду довгий час виділялось тільки 2 підвиди: номінативний Zootoca vivipara vivipara і Zootoca vivipara carniolica. Вважалось, що в Північній Євразії, у тому числі в Україні, поширений номінативний підвид.
За сучасними уявленнями (2021), виділяють 4 підвиди:
- Zootoca vivipara louislantzi Arribas, 2009;
- Zootoca vivipara pannonica (Lac & Kluch, 1968);
- Zootoca vivipara vivipara (Lichtenstein, 1823);
- Zootoca vivipara carniolica (Mayer, Böhme, Tiedemann & Bischoff, 2000).

## Галерея
Ящірка живородна в країнах Європи та Азії

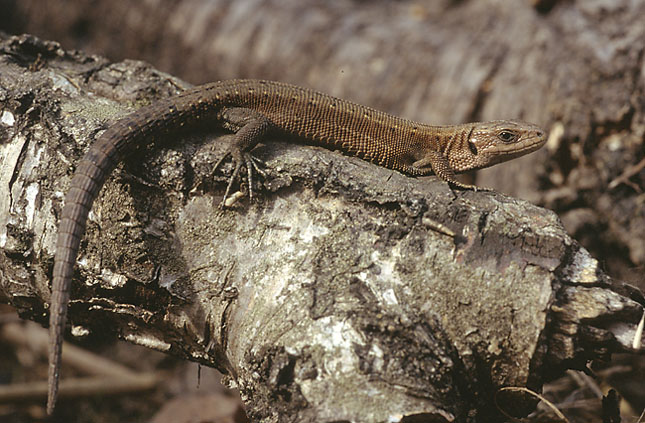
В Ірландії
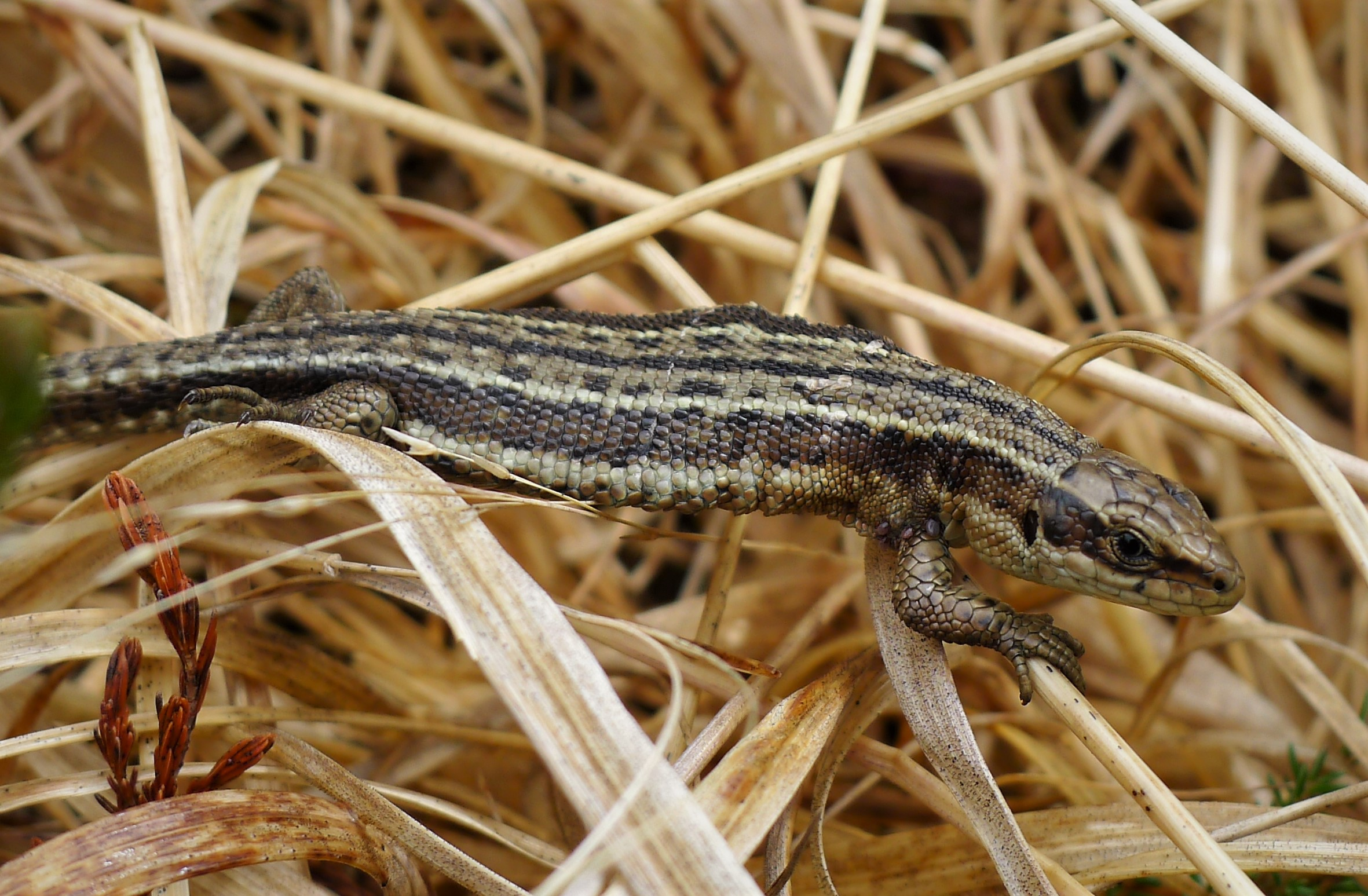
У Шотландії
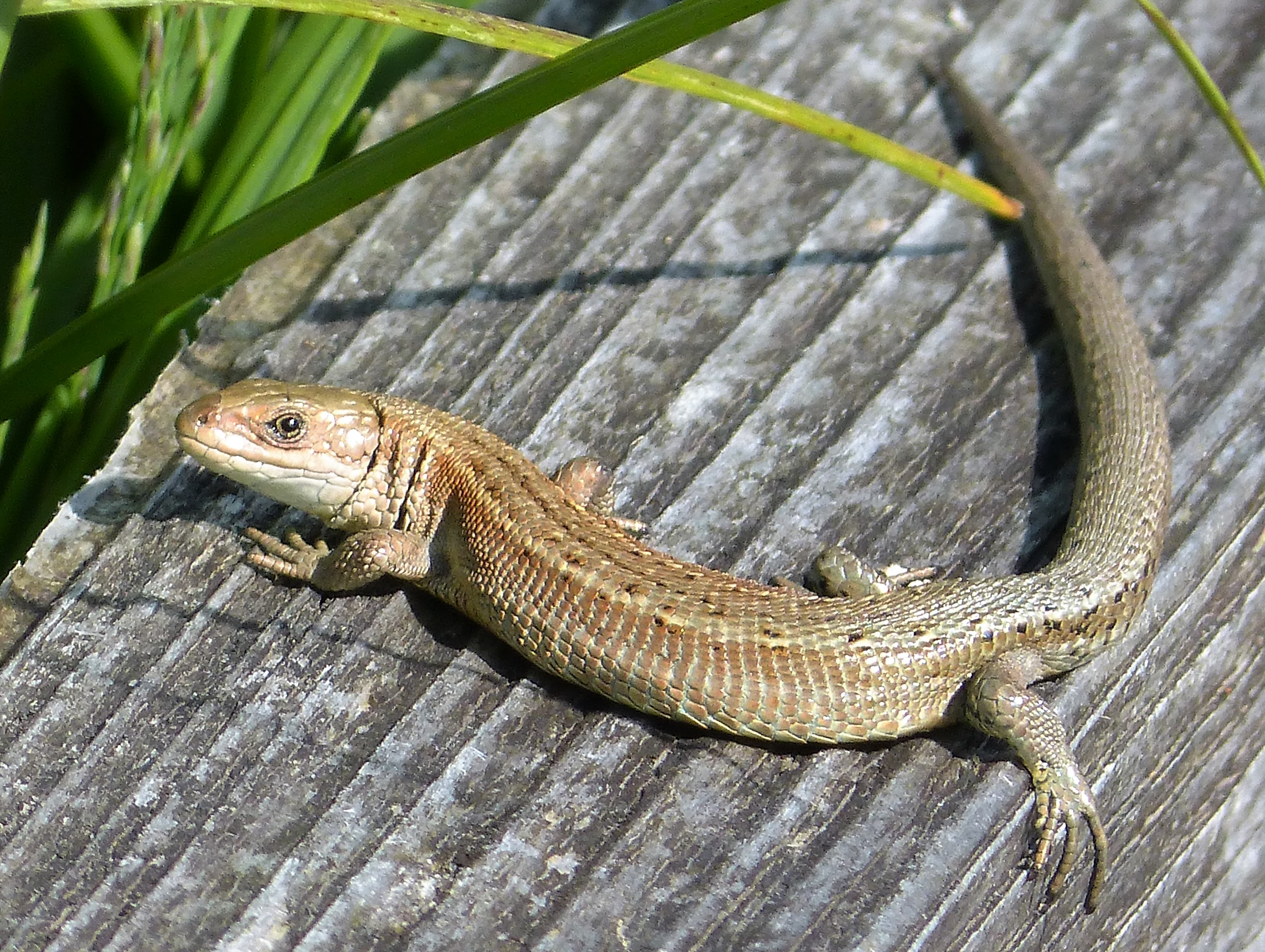
В Уельсі
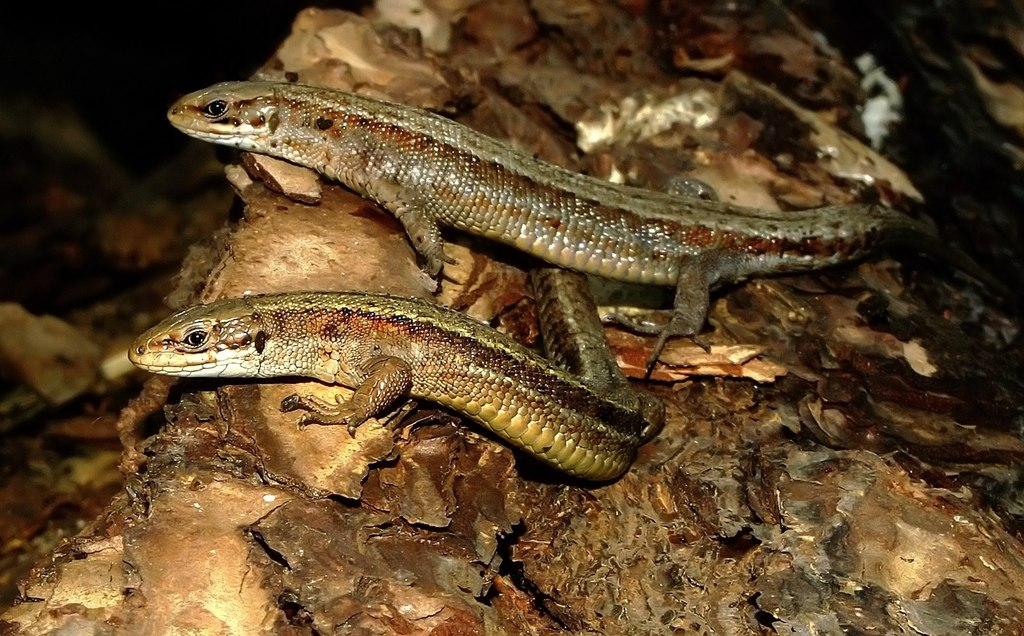
В Англії
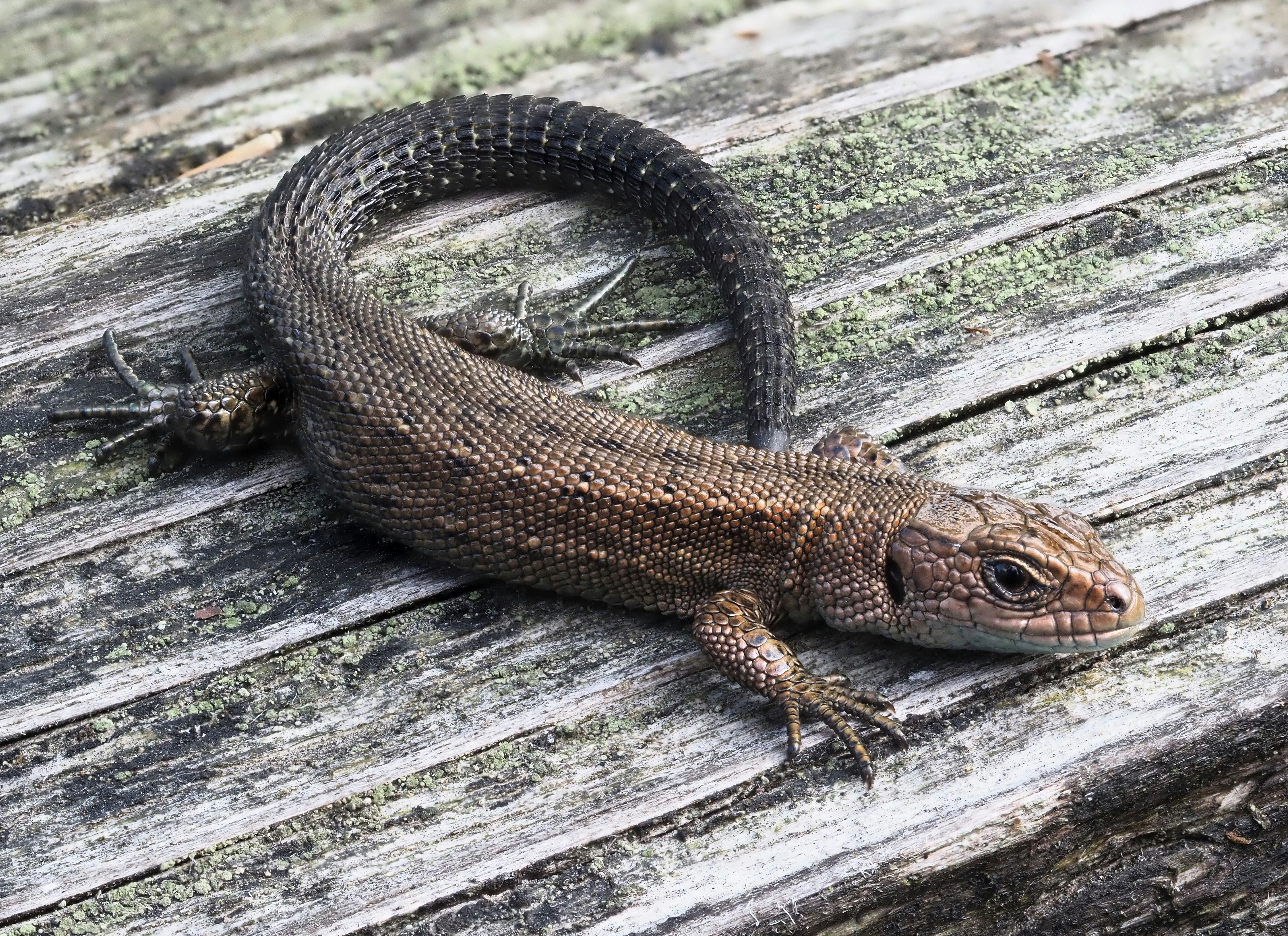
У Бельгії
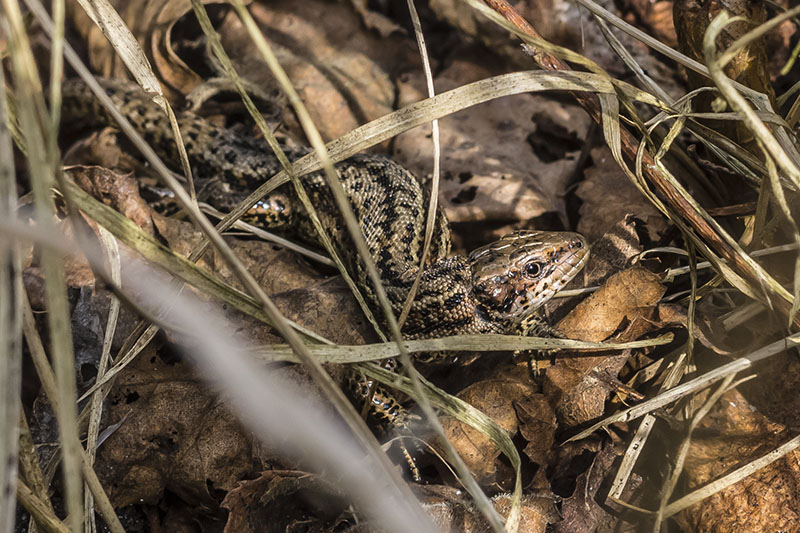
У Нідерландах
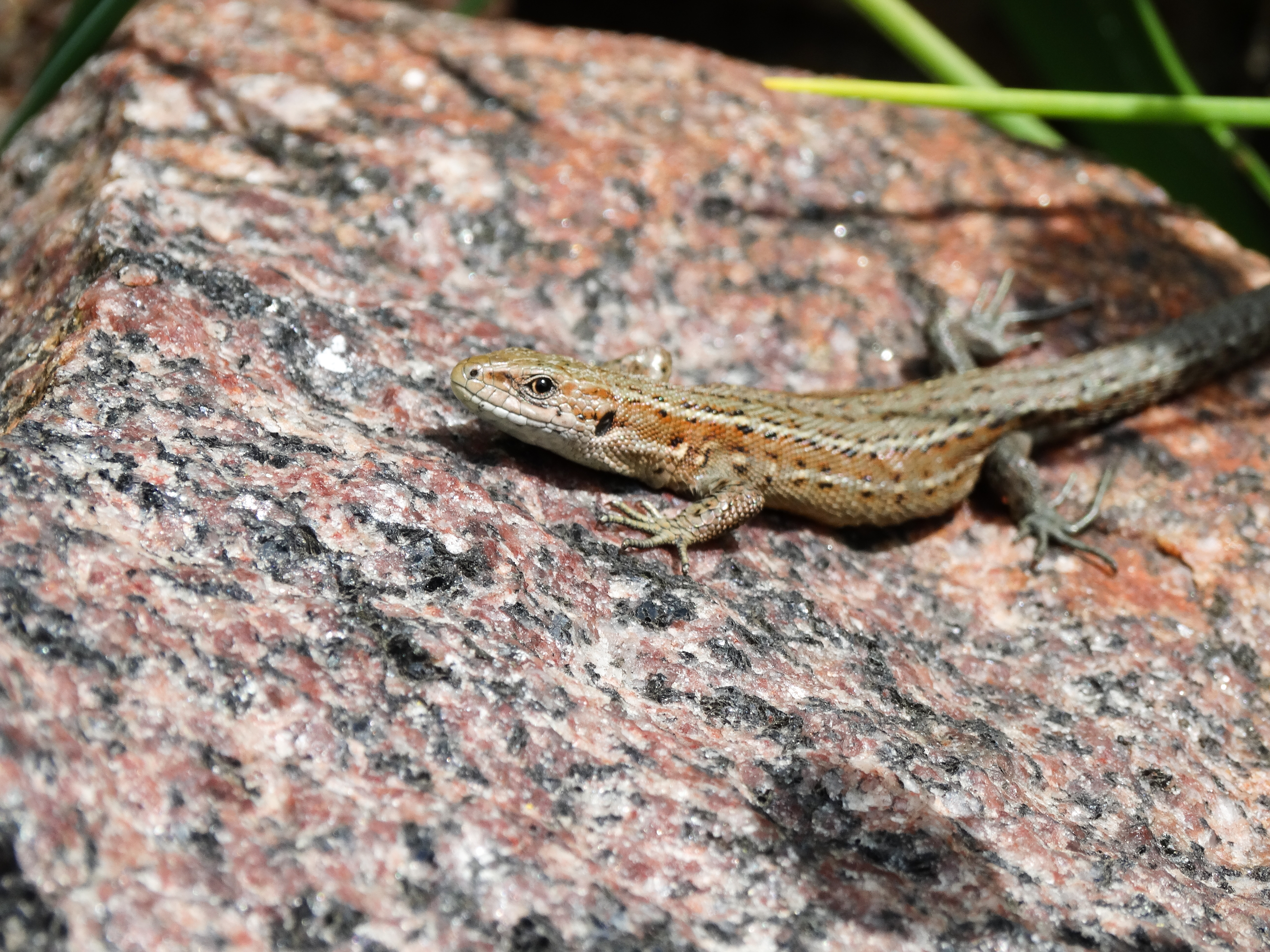
У Латвії
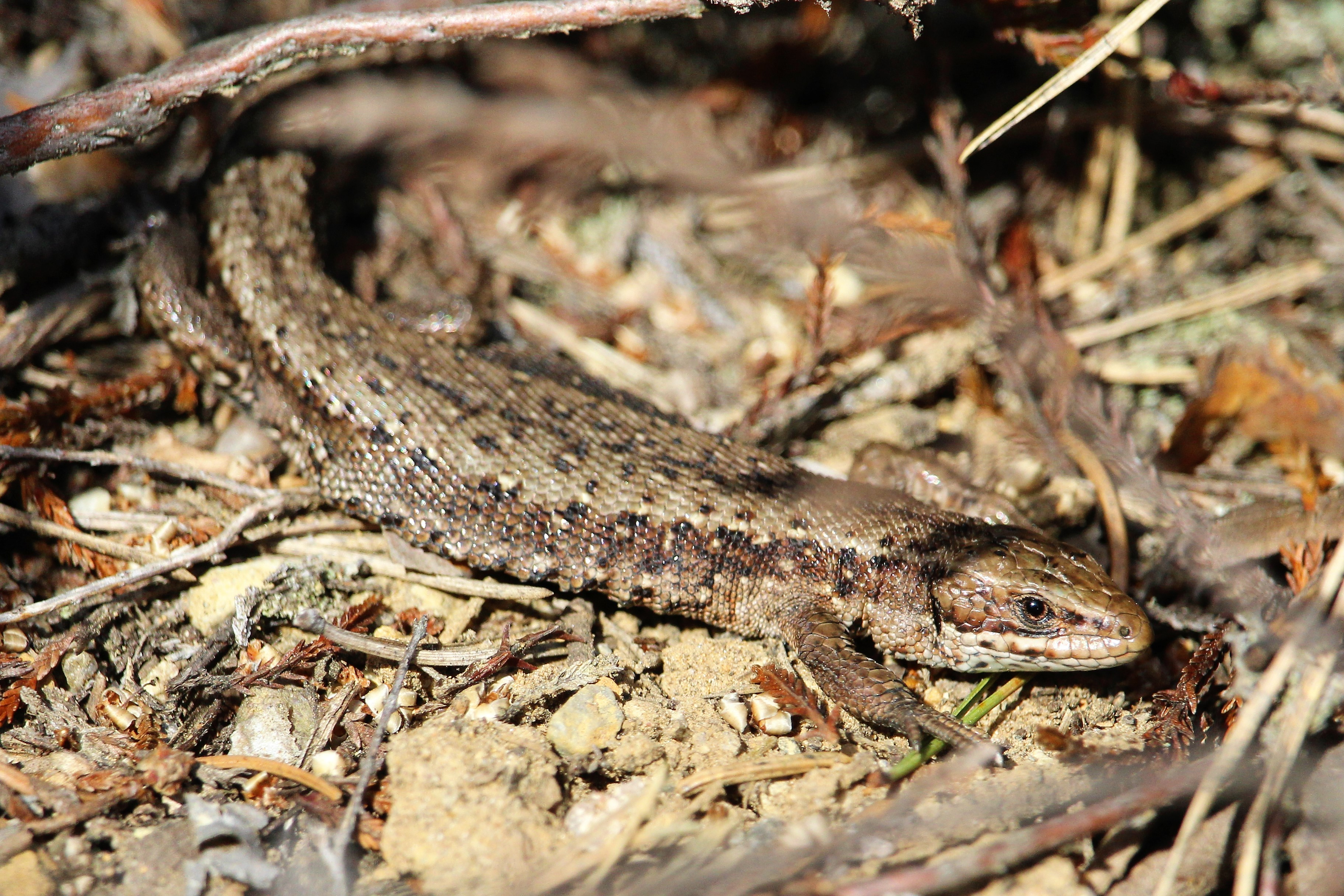
У Швеції
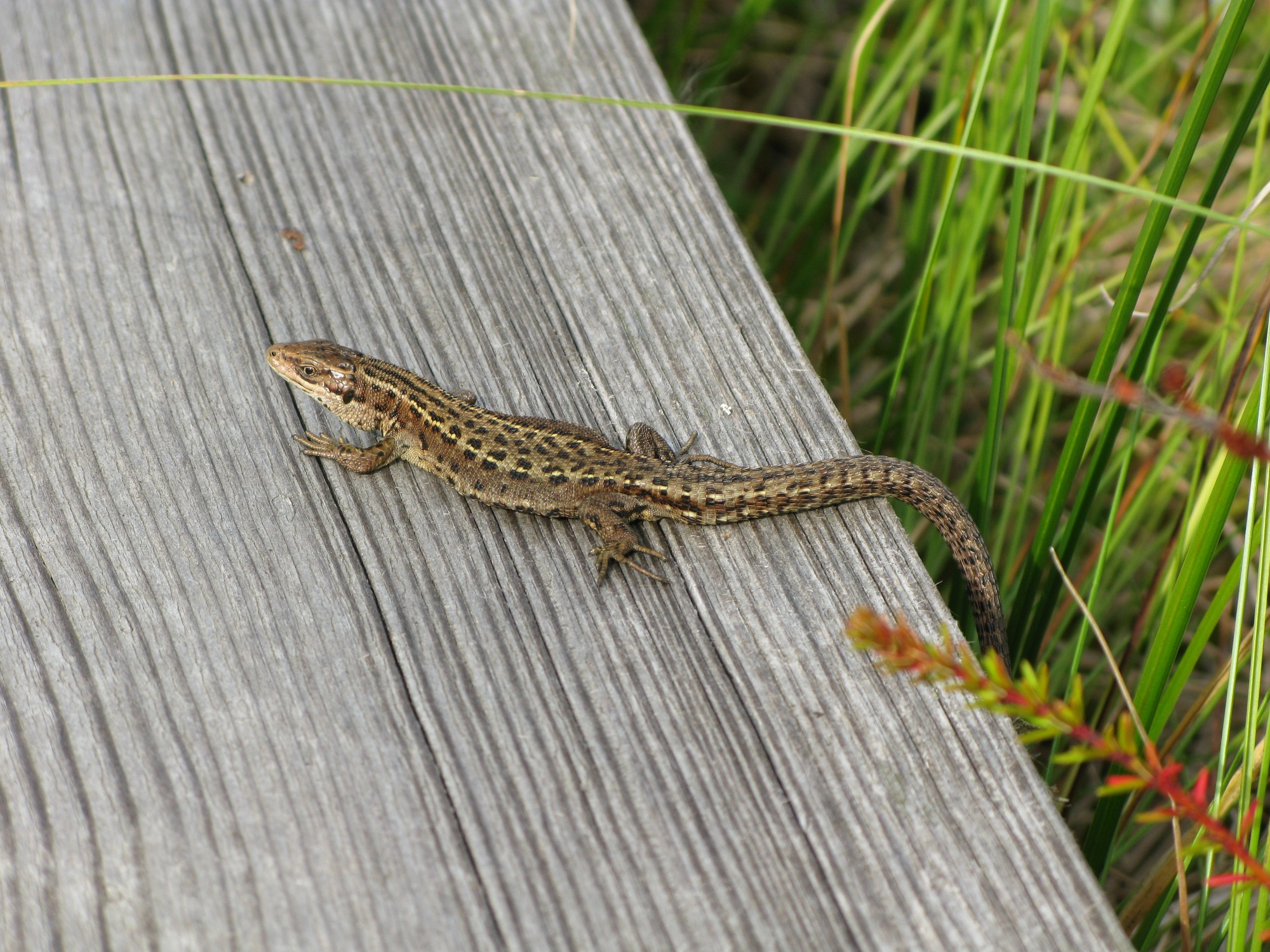
У Фінляндії
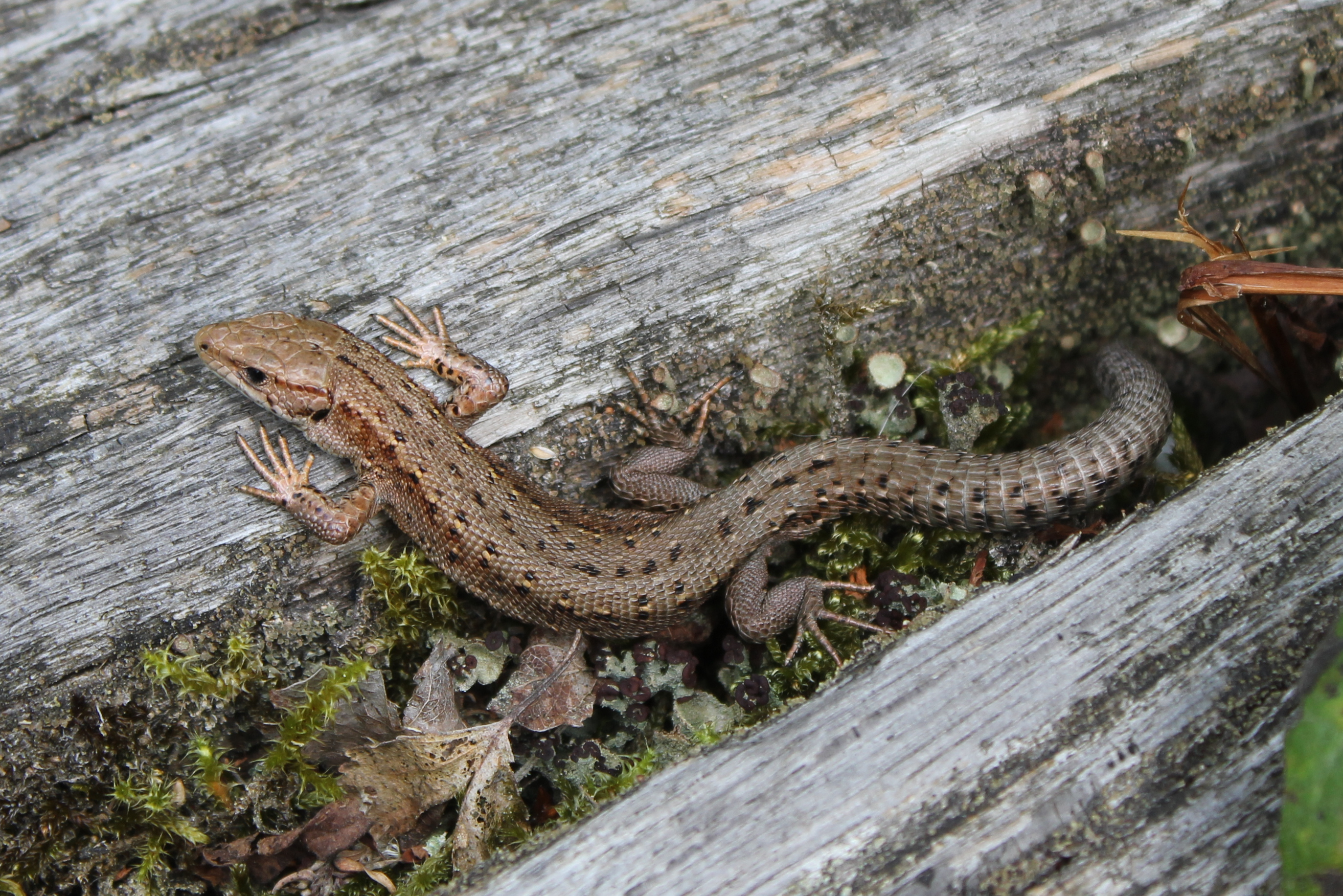
У Німеччині
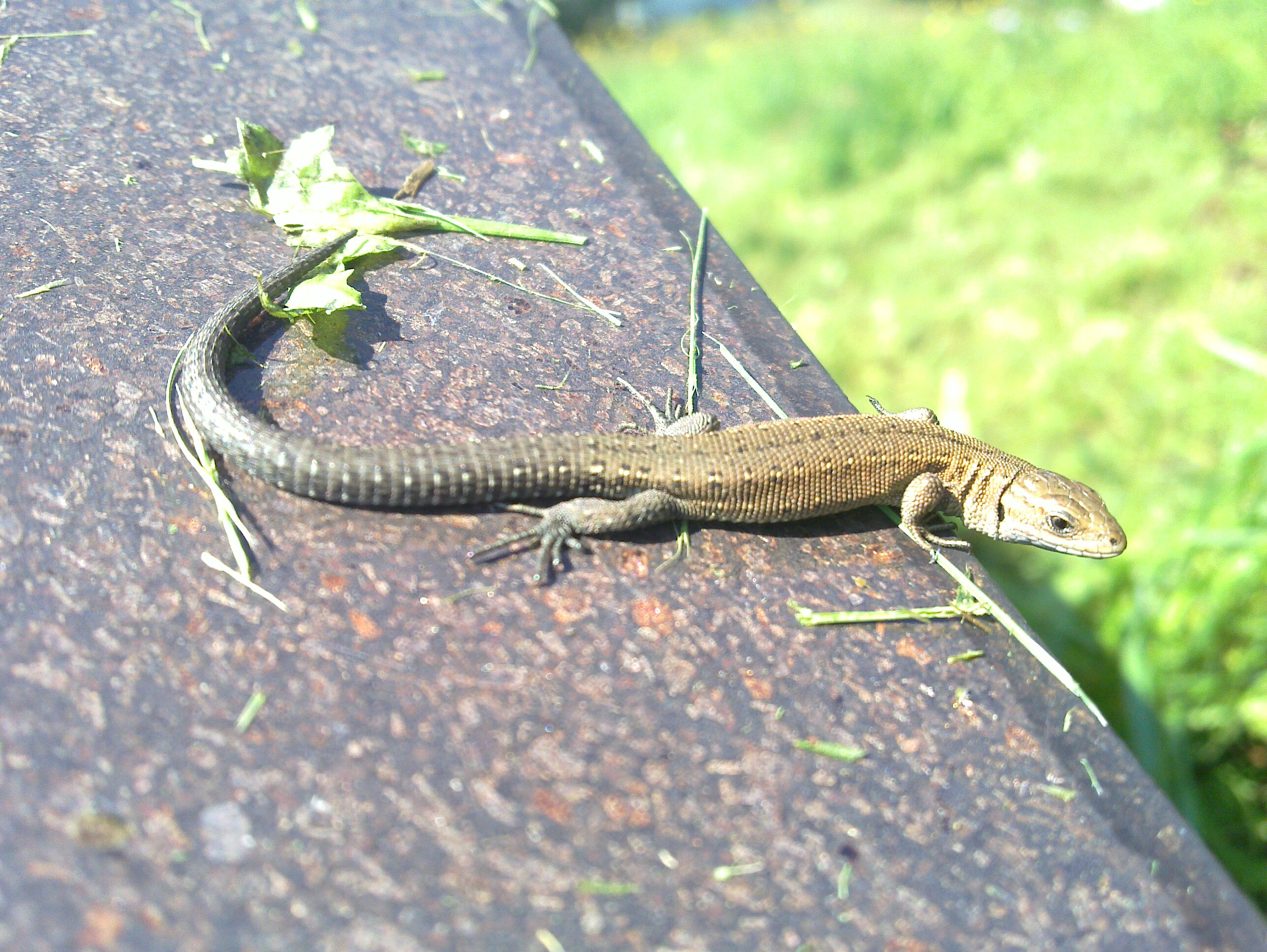
У Чехії
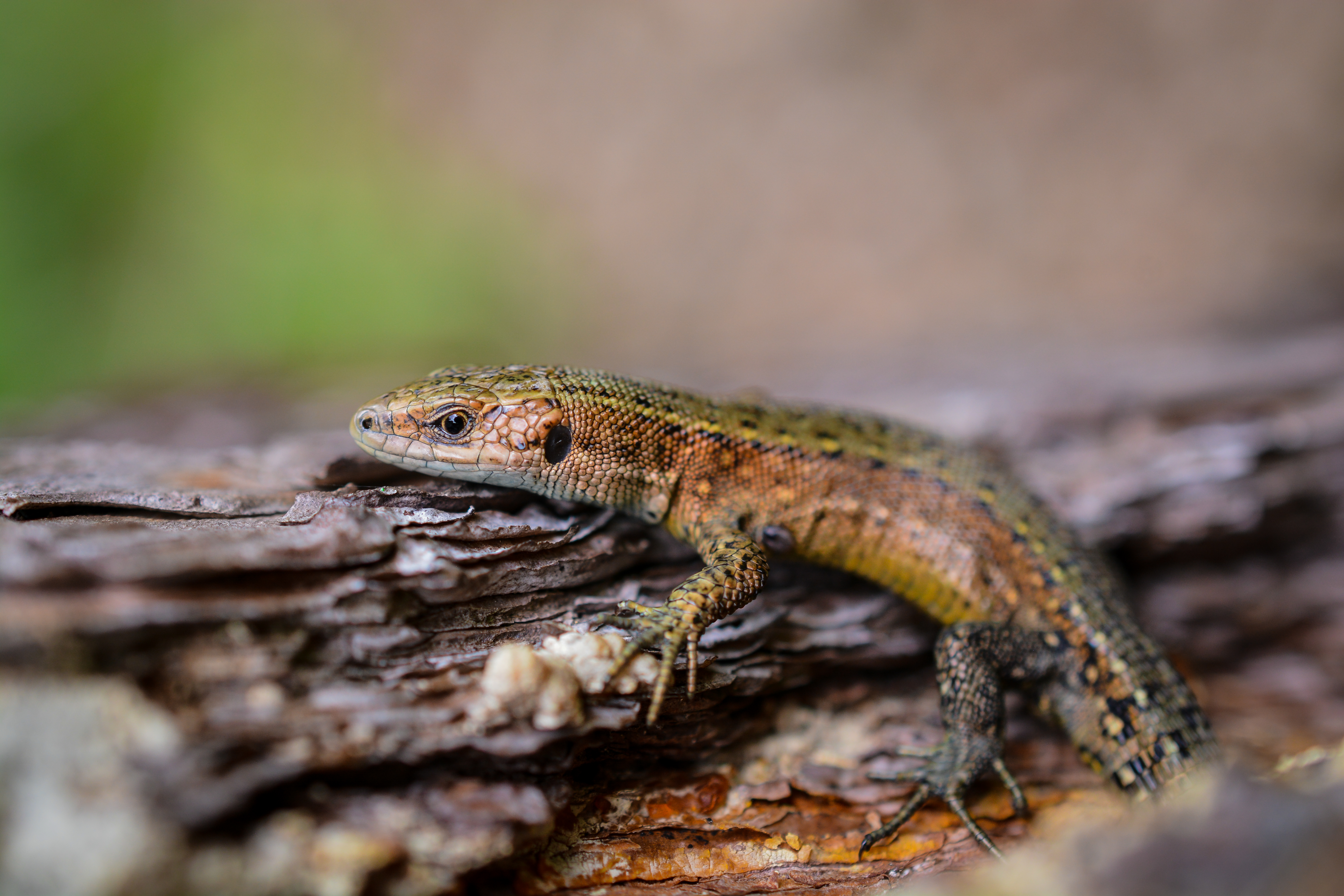
У Польщі
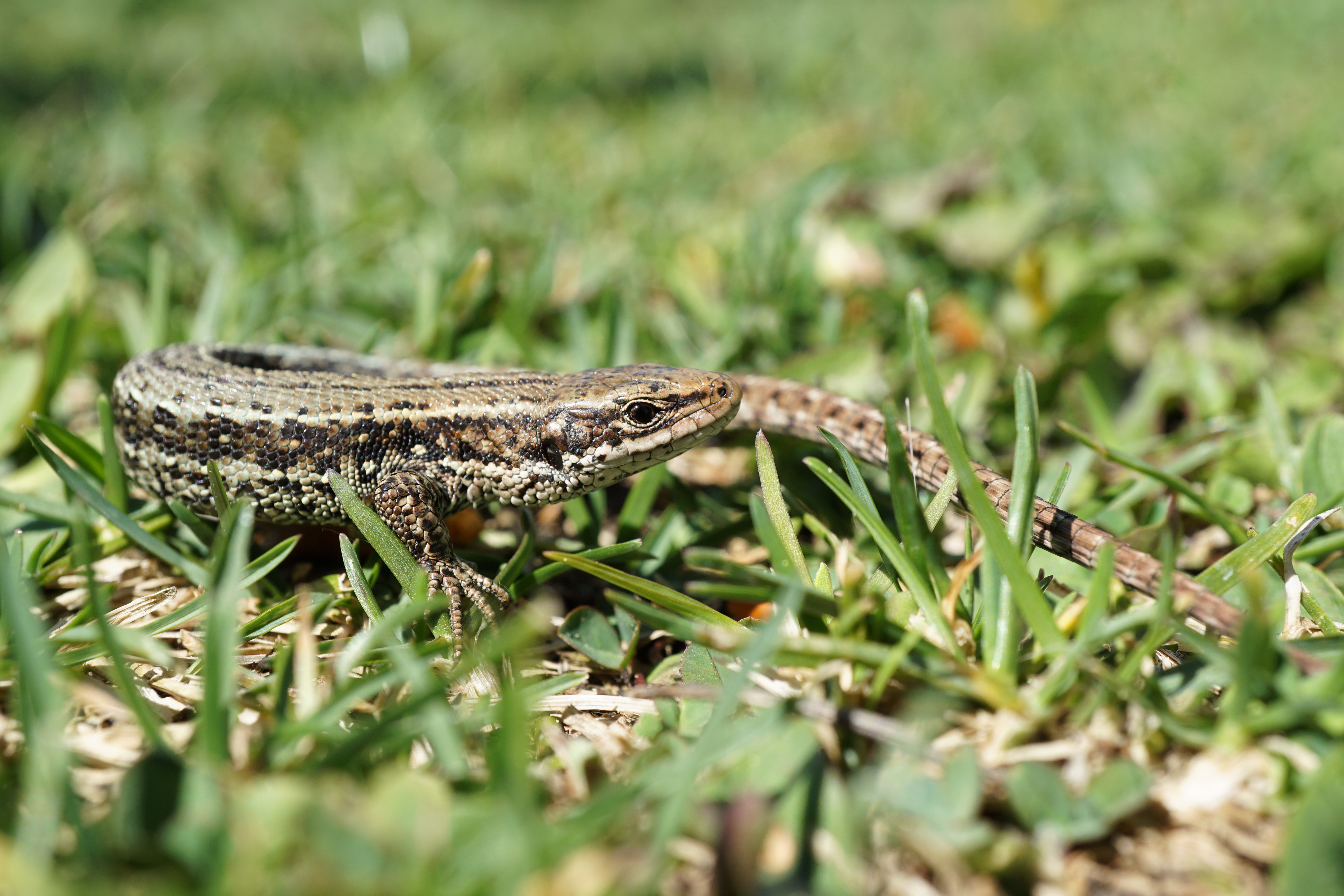
У Румунії
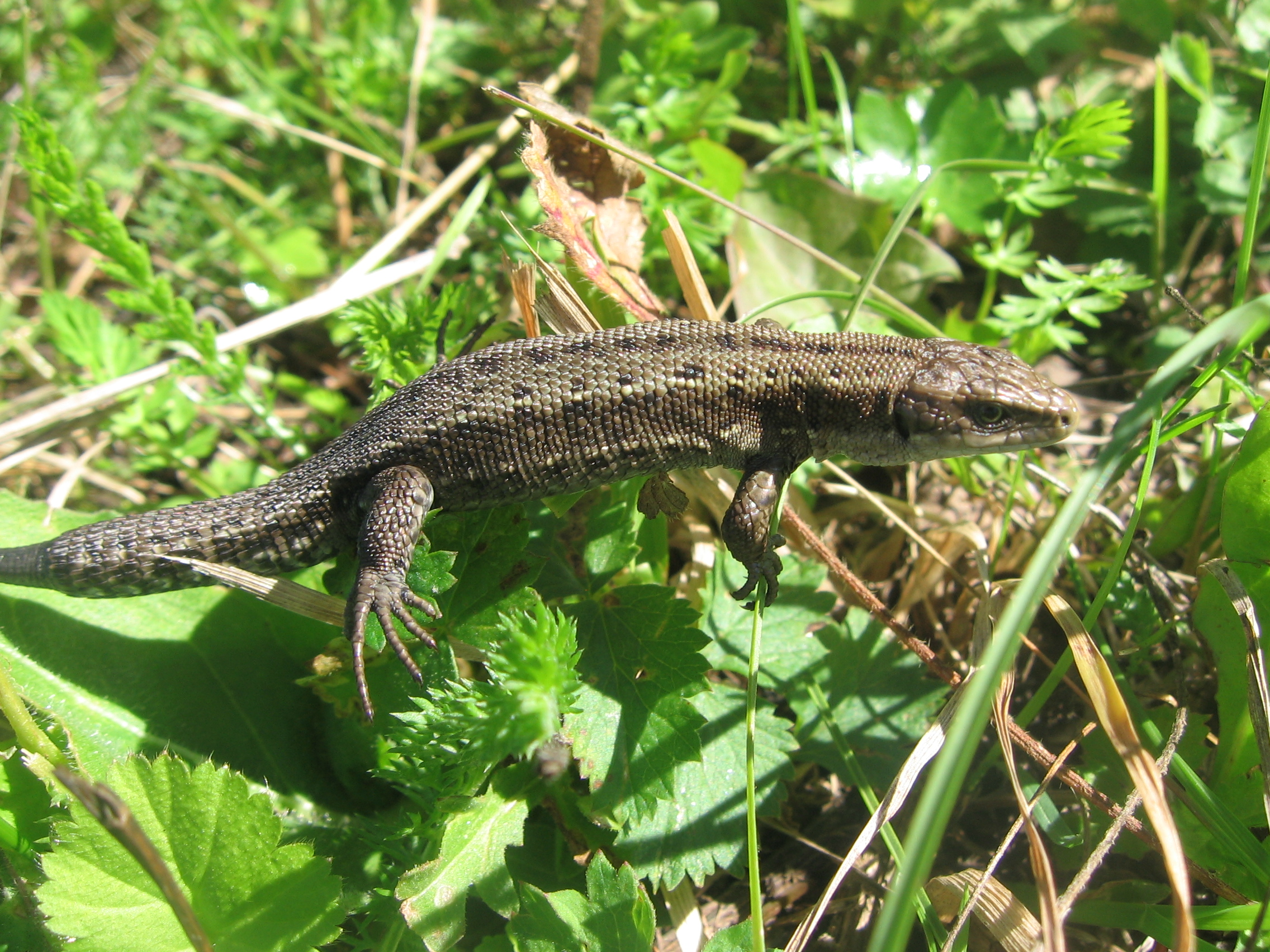
У Росії
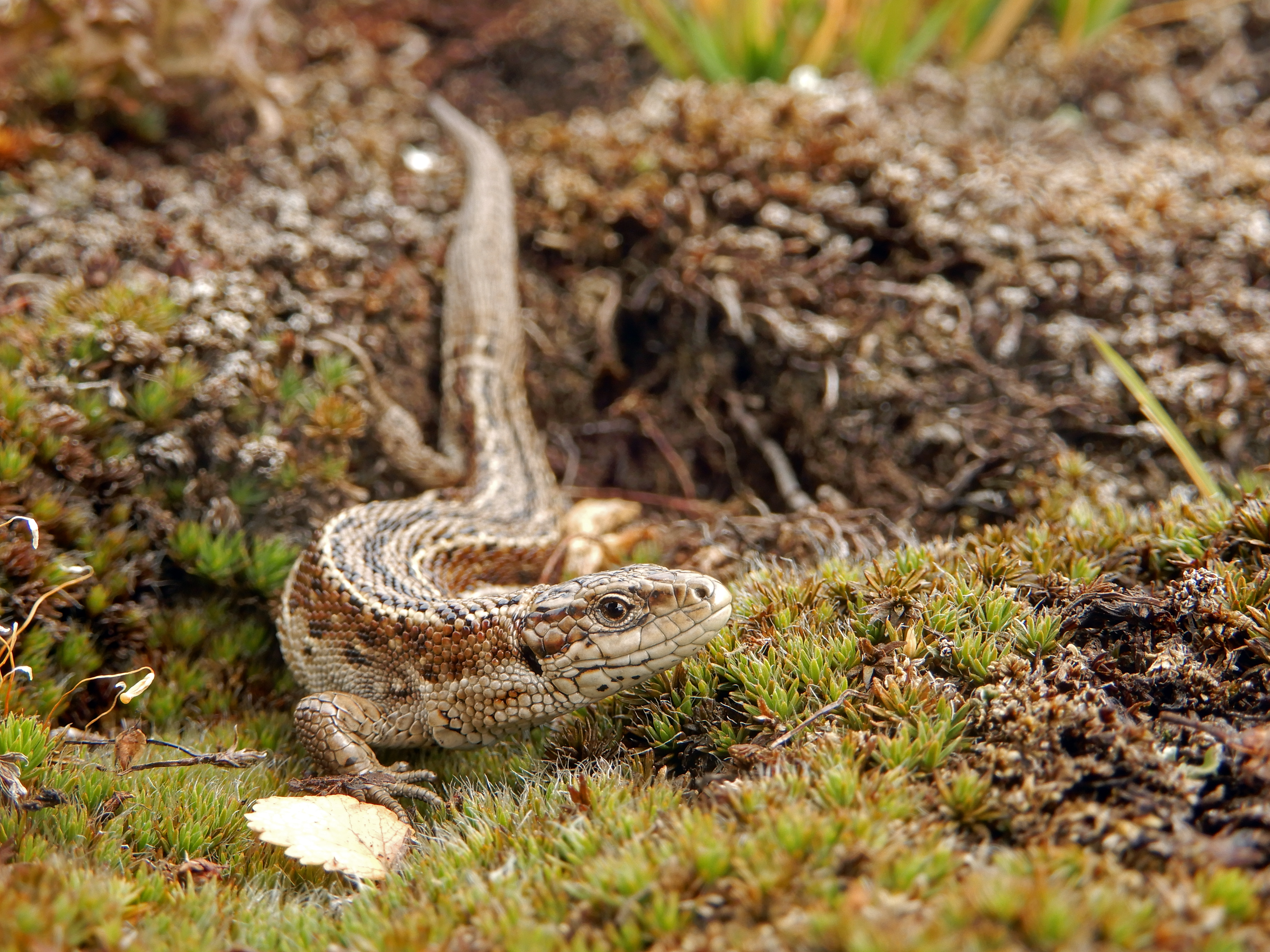
У Казахстані